# The Man Without a Face (1928)
The Man Without a Face é um seriado estadunidense de 1928, no gênero ação e aventura, dirigido por Spencer Gordon Bennet, em 10 capítulos, estrelado por Allene Ray e Walter Miller. Foi produzido e distribuído pela Pathé Exchange e veiculou nos cinemas estadunidenses a partir de 15 de janeiro de 1928.
Este seriado é considerado perdido, pois apenas alguns fragmentos permaneceram.

## Elenco
- Allene Ray
- Walter Miller – James Brisbane
- E. H. Calvert
- Sojin
- Gladden James
- Richard Neill (creditado como Richard R. Neill)
- Toshia Mori (creditado como Toshiye Ichioka)
- Richard Travers (creditado como Richard C. Travers)

## Sinopse
O seriado se inicia com o capítulo denominado “A Perilous Mission”. A então rainha dos seriados Allene Ray interpreta duas irmãs que se perderam na China durante uma rebelião. James Brisbane (Walter Miller), um caixa de banco americano, depois de frustrar um assalto tem a missão de levar as duas moças com segurança de volta para Nova York. Ao longo do caminho, Brisbane encontra a oposição do “homem sem rosto”, também conhecido como “The Master”, cuja identidade é finalmente revelada no último capítulo, intitulado “Unmasked”. 

## Capítulos
1. A Perilous Mission
2. The Barrage
3. The Death Shell
4. The Adbuction
5. The Mark of Crime
6. The Road of Peril
7. The Master Strikes
8. The Crime Craft
9. A Mysterious Visitor
10. Unmasked

Fonte:

## Seriado no Brasil
The Man Without a Face estreou no Brasil em 2 de março de 1930, no Cine Olímpia, em São Paulo, sob o título "O Homem Sem Rosto".